# 國民小先鋒
國民小先鋒於2007年正式成立，目的是透過各類文化、交流活動，推動香港的國民教育。曾經被內地傳媒形容是中國共產黨領導下的一個少年兒童組織，但被該組織否認。標誌是佩戴黃色領巾，旨在加強愛國教育，類似於大陸學校的中國少年先鋒隊組織。

## 現任領導
- 主席：趙善安
- 副主席：余綺華

## 内部连接
- 德育及國民教育科